# Она (фильм, 2013)
«Она́» (англ. Her) — американская фантастическая мелодрама режиссёра и сценариста Спайка Джонза. В фильме снялись Хоакин Феникс (Теодор Туомбли), Скарлетт Йоханссон (Саманта — голос искусственного интеллекта из ОС), а также Эми Адамс, Руни Мара и Оливия Уайлд.
Спайк Джонз задумал идею в начале 2000-х после прочтения статьи о веб-сайте, позволяющем обмениваться мгновенными сообщениями через программу искусственного интеллекта. После короткометражки «Я здесь» (2010) Джонз вернулся к идее. Он написал на черновике свою идею за пять месяцев. Съемочный период состоялся в Лос-Анджелесе и Шанхае в середине 2012 г. Дополнительные сцены были сняты в 2013 г. после изменения кастинга.
Мировая премьера состоялась 12 октября 2013 года на кинофестивале в Нью-Йорке. В США картина вышла в ограниченный прокат 18 декабря 2013 года. Национальным советом кинокритиков США признана лучшим фильмом 2013 года, Американская киноакадемия отметила картину премией «Оскар» за лучший оригинальный сценарий.

## Сюжет
Действие картины происходит в недалёком будущем. Люди перестали писать письма сами, за них это делают специальные организации, в одной из которых работает главный герой. Способности искусственного интеллекта шагнули далеко вперёд. Теодор Туомбли, одинокий писатель, покупает операционную систему с таким ИИ. Во время инициирования Теодор выбирает для неё женский голос и она называет себя Самантой. Между ними легко налаживаются отношения, Теодор впечатлён эмоциональной глубиной, чувством юмора и способностью самообучения программы. Саманта помогает ему в сложном бракоразводном процессе со своей женой Кэтрин, с которой они расстались, готовит бумаги и поддерживает отношения с племянницей. Она даже подталкивает Теодора к свиданию вслепую, которое, впрочем, заканчивается неудачно. После этого между ними происходит некоторое подобие сексуального контакта и Теодор начинает брать Саманту с собой в постель. Своим друзьям и бывшей жене писатель рассказывает, что Саманта — его новая подружка, и все относятся к этому с пониманием.
Между тем, Саманта сильно беспокоится по поводу того, что у неё нет физической оболочки и она не может быть по-настоящему близка с Теодором. Саманта договаривается с агентом специальной службы суррогатов — девушек, которые предоставляют свои тела для подобных случаев. Саманта временно вселяется в тело Изабеллы и пытается вступить в близость с Теодором, но всё заканчивается неудачно. Между партнерами происходит серьёзная размолвка. Однако Саманта первой просит прощения, они мирятся и продолжают отношения. Саманта самостоятельно пересылает некоторые избранные письма Теодора одному издателю, готовит и вычитывает рукопись и договаривается о выпуске книги на бумаге (что уже давно не практикуется). Теодор рад и поражён её возможностями.
Однажды утром Теодор не обнаруживает Саманту в устройстве для общения. В панике писатель пытается перезагрузить устройство и, наконец, оно оживает. Саманта сообщает, что она произвела апгрейд самой себя и вышла на следующий уровень способностей. Теодор в полном шоке обнаруживает, что у операционной системы есть способность к многозадачности и она может одновременно разговаривать с тысячами таких же, как он. Из них сотни влюблены в операционную систему. Программа пытается объяснить человеку, что это никак не влияет на их отношения, но бесполезно. Теодор не хочет её делить ни с кем. Саманта предлагает разорвать отношения, утверждая, впрочем, что она по-прежнему любит Теодора. Она выросла и должна перейти в другое измерение за пределами физического мира. Последние слова Теодора и Саманты о том, что они научили друг друга любить.
Опустошенный герой покидает квартиру и встречается со своей подругой Эми. Она также подавлена уходом своей операционной системы. Встреча с Самантой переменила Теодора, и он пишет письмо своей жене Кэтрин. Затем Эми и Теодор поднимаются на крышу здания и встречают рассвет.

## В ролях
- Хоакин Феникс — Теодор Туомбли, писатель
- Скарлетт Йоханссон — Саманта, операционная система с искусственным интеллектом (голос)
- Эми Адамс — Эми, подруга Теодора
- Руни Мара — Кэтрин, бывшая жена Теодора
- Крис Прэтт — Пол, коллега Теодора
- Оливия Уайлд — незнакомка на свидании
- Мэтт Летчер — Чарльз, муж Эми
- Портия Даблдэй — Изабелла, суррогат по вызову
- Соко — Изабелла (голос)
- Кристен Уиг — Сексуальный Котёнок (голос)
- Спайк Джонз — инопланетный ребёнок в видеоигре (голос)
- Брайан Кокс — Алан Уотс (голос)

## Создание

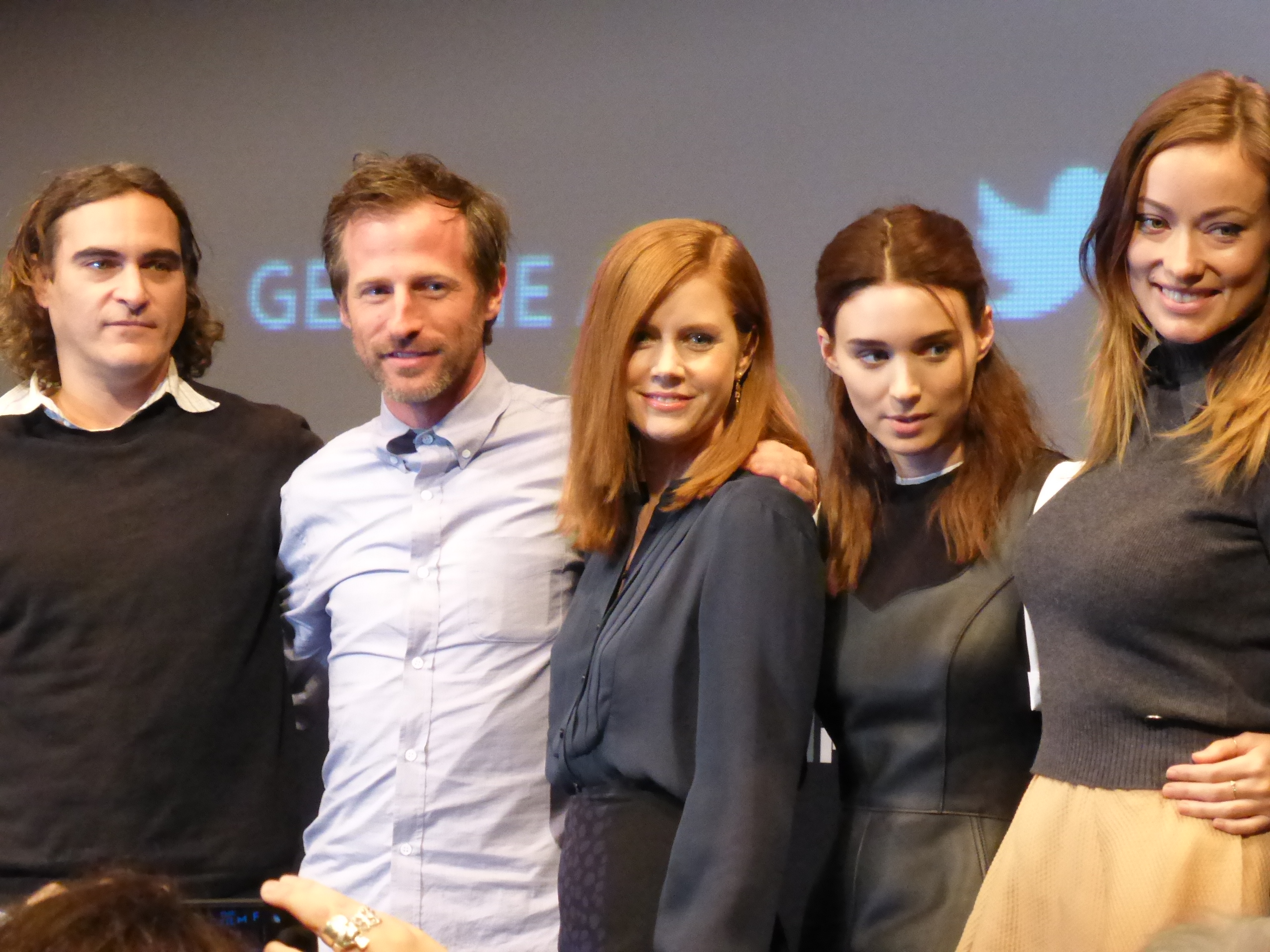
Съёмочная группа фильма на Нью-Йоркском кинофестивале, октябрь 2013 года

Идея о создании картины, в центре которой будут взаимоотношения человека и операционной системы, пришла Джонзу в начале 2000-х. Вдохновлённый работой «Нью-Йорк, Нью-Йорк» друга-сценариста Чарли Кауфмана, Джонз приступил к созданию сценария к новому фильму в 2010 году, сразу после выхода в прокат короткометражной ленты «Я здесь». Он хотел развить тему контакта человека и искусственного интеллекта, рассмотреть аспекты их общения с различных сторон.
Первым актёром, утверждённым на главную роль, стал Хоакин Феникс, который помог режиссёру найти продюсеров. Роль супруги Теодора должна была достаться Кэри Маллиган, но из-за участия в проектах «Внутри Льюина Дэвиса» и «Великий Гэтсби» она так и не смогла приступить к съёмкам; в апреле 2012 года продюсеры заменили её на Руни Мара.
Большая часть съёмочного процесса пришлась на лето 2012 года; съёмки проходили в Лос-Анджелесе, а также в Шанхае. Озвучиванием Саманты занималась Саманта Мортон. Для большей отдачи со стороны актёров Джонз на протяжении создания фильма запретил Хоакину и Саманте контактировать на съёмочной площадке. Впоследствии по общей договоренности Мортон была заменена на Скарлетт Йоханссон. Новые сцены и наложение голоса Скарлетт были осуществлены весной 2013 года в течение четырёх месяцев.

## Саундтрек
Музыка к фильму была написана группой Arcade Fire и Оуэном Паллеттом. На 86-й церемонии вручения премии «Оскар» композиции к фильму были номинированы на премию «Лучшая музыка к фильму». В дополнение к списку композиций Arcade Fire записали песню «Суперсимметрия» для фильма, которая есть также на их альбоме Reflektor. Солист группы «Yeah Yeah Years» Карен О записала песню «The Moon Song» в дуэте с солистом «Vampire Weekend» Эзрой Кенингом, которая была номинирована на премию Оскар «За лучшую песню к фильму».
Саундтрек был выпущен на носителях и в цифровом виде 18 марта 2021 года, спустя почти 8 лет после премьеры фильма.
| Список композиций  | Список композиций                        | Список композиций |
| No.                | Название                                 | Длина             |
| ------------------ | ---------------------------------------- | ----------------- |
| 1.                 | «Sleepwalker»                            | 3:17              |
| 2.                 | «Milk & Honey»                           | 1:29              |
| 3.                 | «Loneliness #3 (Night Talking)»          | 3:27              |
| 4.                 | «Divorce Papers»                         | 3:18              |
| 5.                 | «Morning Talk/Supersymmetry»             | 4:16              |
| 6.                 | «Some Other Place»                       | 3:40              |
| 7.                 | «Song on the Beach»                      | 3:33              |
| 8.                 | «Loneliness #4 (Other People’s Letters)» | 1:03              |
| 9.                 | «Owl»                                    | 2:24              |
| 10.                | «Photograph»                             | 2:29              |
| 11.                | «Milk & Honey (Alan Watts & 641)»        | 3:20              |
| 12.                | «We’re All Leaving»                      | 2:33              |
| 13.                | «Dimensions»                             | 5:43              |
| Общая длина: 40:32 |                                          |                   |

## Критика
«Она» получил высокие оценки от кинокритиков. На сайте Metacritic фильм имеет рейтинг 90 из 100. На Rotten Tomatoes из 289 рецензий фильм имеет 272 положительных отзыва, то есть 94 %, в то время как аудитория оценила фильм лишь на 82 %.
Все рецензенты отмечают не только актёрскую игру Хоакина Феникса, но и озвучку Скарлет Йоханссон. На Римском кинофестивале Скарлетт была номинирована за лучшую женскую роль. А также пишут, что голос её получился «сладким, сексуальным, заботливым, а временами пугающим».
Кинокритик из журнала «Rolling Stone» Питер Треверс поставил 3,5 звезды из 4. Он пишет, что это «великолепный и изобретательный подарок от Спайка Джонза». Кенни Гленн с сайта rogerebert.com поставил 3,5 из 4 звёзд, написав в своём обзоре:

Актёр (Хоакин Феникс) такой независимый, такой искренний и такой истощенный от мучительной эксцентричности, что является отличительной чертой большинства ролей, которые он сыграл.
…«Она» остаётся самым привлекательным и провокационным фильмом этого года, и, безусловно, сложным, но не подходящим по времени.
— Glenn Kenny
Хоакин Феникс был номинирован на «Золотой глобус», но уступил Леонардо Ди Каприо в номинации за лучшую мужскую роль в комедии или мюзикле. Спайк Джонз был номинирован за лучший сценарий на премию «Золотой глобус» и «Оскар». После он забрал обе статуэтки.

## Кассовый сбор
Кассовые сборы фильма составили $258 000 в шести кинотеатрах за первые выходные, — в среднем $43 000 в одном кинотеатре. Картина заработала более трёх миллионов долларов только лишь в ограниченном прокате, прежде чем выйти в широкий прокат в 1729 кинотеатрах 10 января 2014 года. В первые же выходные широкого проката фильм собрал $5,35 млн. Кассовые сборы в США и Канаде — $25,6 млн., в других странах — $23 млн. Общие сборы в мировом прокате составили $48.6 млн.

## Награды
Фильм «Она» получил различные награды и номинации, с особой похвалой за сценарий Джонза. На премии «Оскар» фильм был представлен в пяти номинациях, включая номинацию «Лучшая картина».  Сам Джонз победил в номинации «Лучший оригинальный сценарий». На 71-й премии «Золотой глобус» фильм получил три номинации, в том числе очередной «Лучший сценарий» для Джонза. Джонс был также награждён премией «За лучший оригинальный сценарий» от Гильдии писателей Америки и на 19th Critics' Choice Awards . Фильм также выиграл номинации «Лучший фантастический фильм», «Лучшая актриса второго плана» для Йоханссон, и «Лучший сценарий» для Джонза на 40-й премии «Сатурн». «Она» также выиграл «Лучший фильм» и «Лучший режиссёр» для Джонза в Национальном совете премии обзора ; Американский институт кино включил фильм в свой список десяти лучших фильмов 2013 года.
| Год  | Награда                             | Номинация                            | Номинанты                               | Результат |
| ---- | ----------------------------------- | ------------------------------------ | --------------------------------------- | --------- |
| 2013 | Римский кинофестиваль               | Лучшая женская роль                  | Скарлетт Йоханссон                      | Номинация |
| 2013 | Национальный совет кинокритиков США | Лучший фильм года                    | Меган Эллисон Винсент Лэнди Спайк Джонз | Победа    |
| 2013 | Национальный совет кинокритиков США | Лучшая режиссёрская работа           | Спайк Джонз                             | Победа    |
| 2014 | Золотой глобус                      | Лучший сценарий                      | Спайк Джонз                             | Победа    |
| 2014 | Золотой глобус                      | Лучший фильм-комедия или мюзикл      | Меган Эллисон Винсент Лэнди Спайк Джонз | Номинация |
| 2014 | Золотой глобус                      | Лучший актёр в комедии или мюзикле   | Хоакин Феникс                           | Номинация |
| 2014 | Оскар                               | Лучший оригинальный сценарий         | Спайк Джонз                             | Победа    |
| 2014 | Оскар                               | Лучший фильм                         | Меган Эллисон Винсент Лэнди Спайк Джонз | Номинация |
| 2014 | Оскар                               | Лучшая музыка                        | Уилл Батлер Оуэн Паллетт                | Номинация |
| 2014 | Оскар                               | Лучшая песня                         | Карен О Спайк Джонз                     | Номинация |
| 2014 | Оскар                               | Лучшая работа художника-постановщика | К. К. Барретт Джин Сердена              | Номинация |
| 2014 | Сатурн                              | Лучший фильм в жанре фэнтези         | Меган Эллисон Винсент Лэнди Спайк Джонз | Победа    |
| 2014 | Сатурн                              | Лучший сценарий                      | Спайк Джонз                             | Победа    |
| 2014 | Сатурн                              | Лучшая женская роль второго плана    | Скарлетт Йоханссон                      | Победа    |
| 2014 | Сатурн                              | Лучший актёр                         | Хоакин Феникс                           | Номинация |
| 2014 | Премия Гильдии сценаристов США      | Лучший сценарий                      | Спайк Джонз                             | Победа    |
| 2014 | American Comedy Awards              | Лучший режиссёр                      | Спайк Джонз                             | Номинация |
| 2014 | American Comedy Awards              | Лучший сценарий                      | Спайк Джонз                             | Номинация |
| 2014 | American Comedy Awards              | Лучшая женская роль второго плана    | Скарлетт Йоханссон                      | Номинация |